# 劉長春 (成化進士)
劉長春（1437年—？），字存仁，四川瀘州直隸州人，竈籍，明朝政治人物。

## 生平
成化元年（1465年）乙酉科四川鄉試第七名舉人，五年（1469年）中式己丑科會試第二百二十八名，三甲第九十六名進士。

## 家族
曾祖劉穀成；祖父劉志永；父劉端，母周氏。具慶下。妻閔氏。兄劉陽春。